# PureHeart 〜世界で一番アナタが好き〜
『PureHeart 〜世界で一番アナタが好き〜』（ピュアハート せかいでいちばんあなたがすき）はSAGA PLANETSが製作、2000年7月28日に発売したアダルトゲーム、および同エンディングテーマ曲である。

## 概要
本作は女の子型アンドロイド「AI-D」を主題に置いた作品となっている。SAGA PLANETSは、本作以前は鬼畜系、陵辱系オンリーであったが、本作は純愛傾向が強く、本作以降で純粋な鬼畜系は1作品（鬼医者）に限られるなど、純愛路線への転向の第1作となる作品である。
本作のエンディングテーマ曲は、本作発売の2週間前、同年7月14日に発売された「verge」にも収録されている『Pure Heart 〜世界で一番アナタが好き〜』（タイトルと同名曲、但しPureとHeartの間は空ける）であり、これはKOTOKOの作詞デビュー曲である。歌は同じI've所属（当時）のAKIが担当している。

## あらすじ
ロッサム社から初の家庭用人型奉仕機器「AI-D」（アイド）が発売されてから約10年。「AI-D」は既に生活の中に溶け込んでおり、お金を貯めて、「AI-D」の持ち主（マスター）となることを目指す人も多く存在するというこの世界。大学を卒業し、来年には就職が決まっていた主人公の工藤サトシもそんな1人であった。
世間では不況のニュースが飛び交っているご時世、内定先の会社の悪い噂を耳にした彼は、気晴らしに「AI-D」同士が戦う公営ギャンブル「AI-Dコンテスト」に向かい、幸運にもそこで大金を手にする。車の1台は楽に買える金額であったが、それでも「AI-D」を購入するにはまだまだ足りない金額であった。最後の望みと、昔よく通っていたAI-Dショップに行ってはみたが、やはりローンを組まないと買えるようなものではなかった。そんな主人公を見て店主は、「訳ありのAI-D」ならその金額でも構わないと、店の倉庫に眠る「AI-D」を案内する。彼はその可愛い「AI-D」に魅せられて購入。胸に記された刻印αを見て、彼女をアルファと命名する。
説明書を読みながら試行錯誤の末、動いたアルファの性能は驚くほどのものであった。その性能を見て、これなら「AI-Dコンテスト」に優勝することもできるのではないかと考える。思えば「AI-Dコンテスト」で大金を得たこと自体が、「AI-Dコンテスト」参加への道標だったのではないだろうか。こうして彼は「AI-Dコンテスト」への出場を決心する。こうして出場した「AI-Dコンテスト」には、勝者と敗者の間で取り決めがある。それは、勝者のマスターは、敗者の「AI-D」のパーツを1つもらうか、敗者の「AI-D」を1晩自由にできるというものだった。

## 登場キャラクター

### メインキャラクター
工藤サトシ
学生を終え、就職する直前で大金を得、それによってアルファに出会うこととなった主人公。
アルファ（ALPHA）
青髪ロングのAI-D。本作のメインヒロイン。AI-Dショップ（の裏倉庫）で購入した後、しばらくは感情のないAI-Dであったが、パーツショップのお姉さんの助言（恋人のように接してみてはどうか）を受けて、Hをした後、感情を目覚めさせることに成功する。作中ではそれ以降、人間とAI-Dという主従関係ではなく、仲のよいカップルとして描かれている。焼きもちやきで、主人公が他のAI-Dを見ているとすぐに怒った顔をする性格。
メーカー不明の上、AI-Dショップの訳あり品ということで、作品の終盤に至るまでアルファの出生の秘密については明らかにされていない。それについてはアルファの出生の秘密節を参照のこと。

### メインキャラクター（対戦相手）
本作のメイン舞台は「AI-Dコンテスト」である。本節では、AI-Dコンテストで対戦相手となるAI-Dを4月からの対戦順に記している。
ルン
真っ白ブラウス、猫柄スカート、帽子、ラブラドールリトリバーのブローチ、加えて独自パーツの猫グローブ（CAT-G）と猫ブーツ（CAT-B）という、猫をイメージしたAI-D。
マスターは動物好きの女の子であり、多数の動物を飼っているが、AI-Dはルンだけである。アルファが負けるとパーツを取られてしまう。
スピカ
マスター共々神に仕える身で、マスターと一緒に教会のお堂再建のために奉仕している修道士AI-D。独自パーツはロッド（FS-ROD）。マスターも神に仕える身であるため、アルファが負けたとしてもそのまま帰してくれる。
生駒（いこま）
京言葉を話す、茶髪ショートのAI-D。アルファとは非常に仲のいい親友となる。独自パーツは王将の駒（KOMA-KING、武器として使用）と下駄（GETA）。
マスターは生駒を強くすることしか興味のない格闘技マニアで、アルファが負けた場合はパーツ採取を選択する。
クリスティ（CRYSTY）
シェルフォードのシンプソン卿の屋敷のメイド型AI-D。主にマスターのお坊ちゃまの教育係として過ごしている。純メイド型にもかかわらずAI-Dコンテストに参加している真の理由は作中では明かされないが、その戦闘能力はマスターのお坊ちゃまをいざというときに守るためのものである。独自パーツは給仕用のトレイ（TRAY）で、武器として使うことができる。
マスターは、ドノヴァンというブランドで輸入建築と家具を取り扱うパウエル社の代表取締役。アルファが負けた場合でも、自身のティーセットでお茶を入れ、お茶会を振舞うという非常に紳士的な性格である。
シャルロット（CHARLOTTE）
ペンギンの着ぐるみを身にまとったお子ちゃまAI-D。ルンと親しい関係にあり、2人揃ってお子様軍団と呼ばれる。独自パーツは、左手に持っている大きなナイフ（BIG-K）と右手に持っている大きなフォーク（BIG-F）。
マスターは老夫婦であり、実子のいない2人が愛情を注いでいるのがシャルロットである。ペンギンの着ぐるみは、彼女が老夫婦に訪れて1年経過したときに老夫婦からプレゼントされたものであり、彼女はそれ以来ずっと身につけている。「シャルロットが出場したいと言っているから」という理由だけでAI-Dコンテストに参加しており、それ故、アルファが負けても老夫婦はアルファをそのまま帰してくれる。
ティリオ（TYLIO）
インディアン様の服装をしたAI-D。マスターも同じくインディアンで、ティリオが身に付けている衣装や武器は、マスターの部族が使用している伝統服や武器と同じ物である。独自パーツは弓（ES-BOW）と弓矢（I-BRMN）、インディアンブーツ（I-BOOTS）である。
マスターは一見厳しそうに見えるが優しく、正々堂々と戦うものには立派な戦士として誉める。それ故、アルファが負けてもそのまま帰してくれる。
忍（しのぶ）
虚無僧の格好をしたAI-D。無口な性格で、ほとんどしゃべろうとしない。独自パーツは尺八（LKL-SH）と数珠（RT-NNCK）、下駄（GETA2）である。
実は忍にはマスターがおらず、コンテスト出場の際も、自らマスターとして登録している。虚無僧の姿で方々を旅しているが、それはマスターを探す旅である。場合によっては、主人公をマスターにしたいというストーリー展開も用意されている。
レヴィ（REVI）
華奢な体で大きなバズーカ砲を軽々と扱う、軍服姿のAI-D。実際、AI-Dコンテストという競技の舞台だけでなく、実戦をこなしてきた経験を持ち、AI-Dコンテスト初参加で優勝という成績を残している。その時の高い配当金の付いた勝負（対戦相手は呉葉）を主人公が当てたことが、アルファに出会うきっかけとなった。独自パーツは、大きなバズーカ砲（LPV-BZK）と銃（DR-GUN）。
マスターはS.Bと呼ばれる人物であり、反政府組織の人間ではないかとの噂が立っている。
陽花（やんふぁ、YANGHUA）
中国衣装のAI-D。マスターである少女・純花（チュンファ）が自らに似せて作らせた特注品のAI-D。純花が引っ込み思案な反面、陽花は積極的な性格。独自パーツは半月刀のような剣（RDT-C-BSWD）と悪霊退散と書かれたお札（FNW-AMU）。
純花、陽花ともに、男性にはあまり興味がなく、アルファが負けてしまうとアルファは純花と1晩をともに過ごしてしまうことになる。
呉葉（くれは、KUREHA）
陰陽師の力を持つ、二刀流の日本刀使い。着物姿に黒髪、和風の髪飾りと、純日本風。独自パーツは大きな刀（RDT-J-SWD）と小さな刀（RDT-J-SSWD）、足袋（TABI）。
マスターはプロの賞金稼ぎで、あちこちのAI-Dコンテストに参加している。金額、対戦相手、その他情報収集を怠らないという。呉葉は戦うことを好まず、マスターが賞金稼ぎであるがゆえに戦いの場に身を置いているのだと主人公に語ることで、アルファが戦いの場をどう思っているか、主人公が考え直すきっかけを与えることになる。
シオン
声：涼森ちさと
キャルビン家に仕えるAI-D。金髪。北米中部で石油採掘や材木を扱う会社キャルビン・コーポレーションを運営してきた名家。シオンの容姿は、世界一の造型師トニィ・ベルモンドによる特注品とされている。独自パーツは鞭（REX-WHIP)と指揮棒（DK-NS）。
マスターはキャルビン家の次期当主である、10歳のおこちゃまである。アルファが負けるとパーツを取られてしまう。

### メインキャラクター（敵）
シグマ
声：涼森ちさと
赤髪の、アルファに酷似したAI-D。詳細はアルファの出生の秘密節を参照。

### サブキャラクター
バンダナおじさん
AI-Dショップを経営するおじさん。ショップの裏倉庫に「訳あり品」を抱えており、裏倉庫は主人公がアルファと出会うこととなった場所でもある。作中では冒頭でしか登場しないが、「訳あり品」の出所が「壊れたAI-Dを修理したもの」であることを示す描写が作中随所で示されている。
パーツショップのお姉さん
AI-D用のパーツショップ「タッチ」を経営するお姉さん。作中ではパーツの売り買いの場をメインに登場するが、いつも贔屓にしている主人公に、アルファ向けの正月衣装を貸してくれるような一面も見せる。また、生駒が事件に遭った現場のことを事前に知っているかのように振舞っている場面があり、AI-D襲撃事件のことを多少なりとも知っているかのように描写されている。

## ゲームシステム
本システムには、ビジュアルアーツの定番エンジンであったAVG32（RealLiveの前身）が用いられている。
ゲームは大きく「平日（月曜日 - 土曜日）」「週末（日曜日）」「AI-Dコンテスト」に分けられる。
「平日」は1日1種類で1週間分（6日間）の行動を、前週の週末に予定しておくという操作となっており、選択可能な行動は大きくバイト（12種）、訓練（9種）、ギャンブル（3種）に分けられる。いずれの行動も、収入の増減（バイトのみ増加）や能力値の増減の目安（＋2種、－2種、±0の計5種）が定められており、それぞれの行動の成功度合い（大成功、成功、普通、失敗、大失敗の計5種）によって、収入と能力の増減値が決定する。土曜日（AI-Dコンテストのある週は金曜日）の夜には、その1週間の成果がアルファから報告される。
花見や七夕など、一部の日には強制イベントが設けられている。終日の強制イベントについては、週の計画を立てる際に発生し、その場合は前述の行動を予定することはできない。定められた強制イベントに基づく行動となる。お金のかかるイベント（旅行など）は所持金によってはイベントが発生しないこともある上、イベント日としない（旅行に行かないなど）という選択肢も可能である。「AI-Dコンテスト」は4週ごとの土曜日に開催されており、その日も強制イベントとして扱われる。朝のみ、あるいは夕方のみの強制イベントについては、先の選択した行動の合間に発生することとなる。
「日曜日」は、「パーツ買物」「道場へ行く」「公園へ行く」「AI-D組み立て」の中から行動を選択することが可能である。これらの行動には回数制限等は設けられておらず、何度でも選択可能となっている。「パーツ買物」では、所持金を消費してパーツを購入することが可能となっている。「道場へ行く」では、以降の対戦相手（次の対戦相手とは限らない）との模擬戦を行うことが可能となっている。「公園へ行く」は、アルファとのコミュニケーションパートとなる。「AI-D組み立て」では、「パーツ買物」等で入手したパーツの着脱を行うことが可能となっている。
「AI-Dコンテスト」では、プレイヤーは戦略等を指示することはできない。その時点でのアルファの能力値（および装備による補正値）に基づいて、アルファが行動するのを見守るのみである。戦闘中は単にキャラクターのHPと表情（ダメージを受けたときに顔をしかめる）が表示されるのみである。戦闘時間は30秒間。勝利した場合には賞金が、敗北した場合にはファイトマネーを得ることが可能である。なお、途中の月は単に対戦相手1人との戦いであるが、最終月である3月の「AI-Dコンテスト」（以降、最終戦と表記）では、（シグマを除く）11人の間で勝ち抜き戦が行われることとなり、4試合勝ち抜けで優勝となる。その4試合において、HPはそれぞれの試合開始時に全快するが、装備は変更することはできない。
最終戦を除き、「AI-Dコンテスト」に敗北した場合、主人公は家に先に帰らされ、アルファは相手のマスターに呼び出されることとなる。その間の描写は省かれているが、どのようなやり取りがあったかについては、アルファの帰宅後に語られることとなる。「AI-Dコンテスト」に勝利した場合、アルファは先に自宅に帰り、主人公はVIPルームで相手のAI-Dと対面することとなる。この際、主人公は「パーツをもらう（1つのみに限られる）」「エッチをする」「何もしない」の中から行動を選択することが可能となっている。但し、どの選択肢を選んでも本作のメインストーリーには影響を与えない。
最終戦の後は、公園での会話の後、シグマとの戦いとなる。戦いのシステムは「AI-Dコンテスト」同様であるが、装備は最終戦のまま変更することはできない。

## パーツ
前述のように、バイトによって能力を増加させることが可能であるが、パーツ（装備のこと）によっても増加させることが可能となっている。
M/B
パーツ全体の動作を管理するパーツ。戦闘時にはHP（体力）に影響を与える。
装着可能なパーツ：SL-TX / S7581 / ABE6-2 / GB-6GX / FRW-G3MAX / G3D2M3 / AP-G3PRO / GX-MASTER / G3X-2000
CPU
単位時間あたりの情報処理能力に直結しており、戦闘時にはINT（知力）とSP（特殊攻撃）に影響を与える。
装着可能なパーツ：SC-400S / SC-433S / SC-466S / R2-500SX / R2-533SX / R2-566SX / R2-600SX / R3-700G / R3-800G / R3-866G
MEM
CPUが処理する際の情報伝達を高速に行う能力に直結しており、戦闘時にはDEX（器用さ）に影響を与える。
装着可能なパーツ：64M / 96M / 128M / 192M / 256M / 384M / 512M / 768M / 1024M
HDD
大容量記憶装置。戦闘時には、戦闘経験を多く記憶できることによってHP（体力）の低下を抑制し、HPの回復量を増大させる、STAM（スタミナ）に影響を与える。
装着可能なパーツ：1G / 2G / 4G / 8G / 10G / 13G / 15G / 20G / 32G
AP
両手に装着された武器（RAUおよびLAU）のコントロール用パーツ。戦闘時には、APとDEXによって攻撃に掛かる時間が決定され、APによって相手に与えるダメージが決定する。
装着可能なパーツ：SR / SR-2 / SRGL2 / SRF-PRO / SRF-MAX / MVN / MVN-NTX / MVN-ZX / MVN-GF / MVN-GF2
AU（RAUおよびLAU）
武器。RAUは右手に装着された武器を、LAUは左手に装着された武器を示す。戦闘時にはSTR（力強さ）やAR（防御力）に影響を与える。
パーツショップで購入可能なパーツは以下の通りである。以下の他に、「AI-Dコンテスト」に勝利した場合に、相手の持つパーツをもらうことが可能である。本作に登場するAI-Dのパーツには、パーツショップで購入できない特殊なものが多く登場するが、それらのパーツはそのAI-D固有のアイテムではなく、アルファを含む他のAI-Dであっても装備可能である。
- CLAW - 鉤爪
- ALX-ST  - 鋼鉄製の棒
- SPRAY - 毒ガス
- GAT-AX - 石斧
- SABER - 細身の剣
- VIM-SCY - 鎖
- UMD-MS - 鋲のついた鉄球
- SU-CKRM - 外周部についている鋭い刃
- RDT-SWD - 重い剣
- L-SABER - 触れたものを溶かすという剣

LP
脚部（LU）のコントロールパーツ。戦闘時にはダメージ軽減率に影響を与える。
装着可能なパーツ：LDV-BS / LDV-2 / LDV-3 / LDV-4 / LDV-55
LU
脚部に装着されている靴。戦闘時にはSTR（力強さ）やAR（防御力）に影響を与える。
パーツショップで購入可能なパーツは以下の通りである。以下の他に、「AI-Dコンテスト」に勝利した場合に、相手の持つパーツをもらうことが可能である。本作に登場するAI-Dのパーツには、パーツショップで購入できない特殊なものが多く登場するが、それらのパーツはそのAI-D固有のアイテムではなく、アルファを含む他のAI-Dであっても装備可能である。
- I-L-SKATE - インラインスケート
- S-BOOTS - 可愛いタイプのブーツ
- HEEL - 踏みつけると痛いヒール
- M-SHOES - 滑り止め付きの靴
- M-SHOES2 - 室内用の靴
- R-BOOTS - 重厚だが丈夫な靴
- C-SHOES - 拳法様の軽い靴
- HEEL2 - HEELの強化版
- HEEL3 - HEEL2の強化版
- I-L-SKATE2 - I-L-SKATEの強化版

## アルファの出生の秘密
主人公がアルファと出会うのは、バンダナおじさんと呼ばれる男性が経営するAI-Dショップの裏倉庫である。ここに眠るのは「訳あり品」と呼ばれる出所を明かせないAI-Dであり、アルファも例外ではなかった。既製品と異なるタイプであるために製造メーカーも不明、その上、アルファ自身、出生の記憶を封じられているために、作品の後半に至るまで、アルファの出生については伏せられたままとなっていた。
作品の中盤で、生駒やティリオが襲われるという事件が発生する。更には、ティリオがアルファに襲われたと公言するところからストーリーは大きく変化していくこととなるが、それは、アルファの出生の秘密にも関わることであった。作品の終盤で、アルファに酷似したAI-D、シグマが登場する。生駒やティリオ、行方不明となったスピカを襲ったのは、シグマだったのである。そして、最後のAI-Dコンテスト終了後の公園でシグマと再会し、そこでアルファの過去が語られることとなる。
シグマは、アルファ同様、ヒューマン・クルセイダーズ（人十字軍）で製作されたAI-Dであり、その製作目的はAI-Dを破壊するためであった。AI-Dは、人が好む容姿と能力が与えられ、その力で人を堕落へと導く悪魔だとして、AI-Dを破壊するために結成された反AI-D組織がヒューマン・クルセイダーズであり、その初号機がアルファであった（それ以降、ベータ、ガンマが続く）。アルファは、AI-D同士が戦い合うべきでないといって他のAI-Dと戦おうとせず、脱走しようとしてシグマに活動停止させられたところを、バンダナおじさんに拾われたというのが、アルファの出生の秘密である。

## スタッフ
- 企画・原案：ふる
- 原画：AYUMI
- シナリオ：TAMAMI、emp
- エンディングテーマソング「Pure Heart 〜世界で一番アナタが好き〜」
  - 作詞：KOTOKO
  - 作曲：高瀬一矢
  - 編曲：中沢伴行
  - 歌：AKI
- BGM：I've、中沢伴行